# Ace Combat X: Skies of Deception
Ace Combat X: Skies of Deception (エースコンバットX スカイ・オブ・デセプション, Ēsu Conbatto Ekkusu Sukai Obu Desepushon) és un videojoc per la consola portàtil PlayStation Portable. És el setè títol de la saga Ace Combat, el primer pel sistema PlayStation Portable, i el segon per una consola portàtil. Va ser llançat als Estats Units el 24 d'octubre del 2006.

## Jugabilitat
En el mode de campanya del joc, el jugador juga el paper del cap de vol en l'Esquadró de Gryphus, de la Força Aèria Aureliana. El joc es divideix en missions que impliquen diversos objectius de combat, com ara atacs d'objectius terrestres, aeris, o una barreja dels dos. El mode "Free Mission" permet jugar a nivells desbloquejats en el mode de campanya per aconseguir un rang més alt o guanyar punts per a la compra d'avions o equips.
Ace Combat X inclou també un mode multijugador, utilitzant la xarxa ad-hoc per connectar fins a quatre jugadors. There are six multiplayer modes: Dogfight, Base Attack, Air Superiority, Beacon Battle and Escort Mission.
El joc és una barreja d'acció arcade i simulació de vol, cosa que el fa semirealista. Hi ha dos tipus de controls: novells i normals. Els controls novells són fàcils d'aprendre i similar a l'arcade. Els controls normals utilitzen tant el nucli analògic com el d-pad per obtenir una experiència de simulació més realista.
El jugador pot triar entre molts avions reals i més de deu aeronaus de ficció, on els avions més avançats han de ser desbloquejats primer. El jugador pot triar entre una varietat de diferents punts de vista, incloent una tercera persona darrere de la perspectiva de l'avió i una vista en primera persona que es pot visualitzar des de dins de la cabina de pilotatge (mostra els interiors de tots els avions del joc) o simplement amb un HUD.